# Vrahovice arboretum

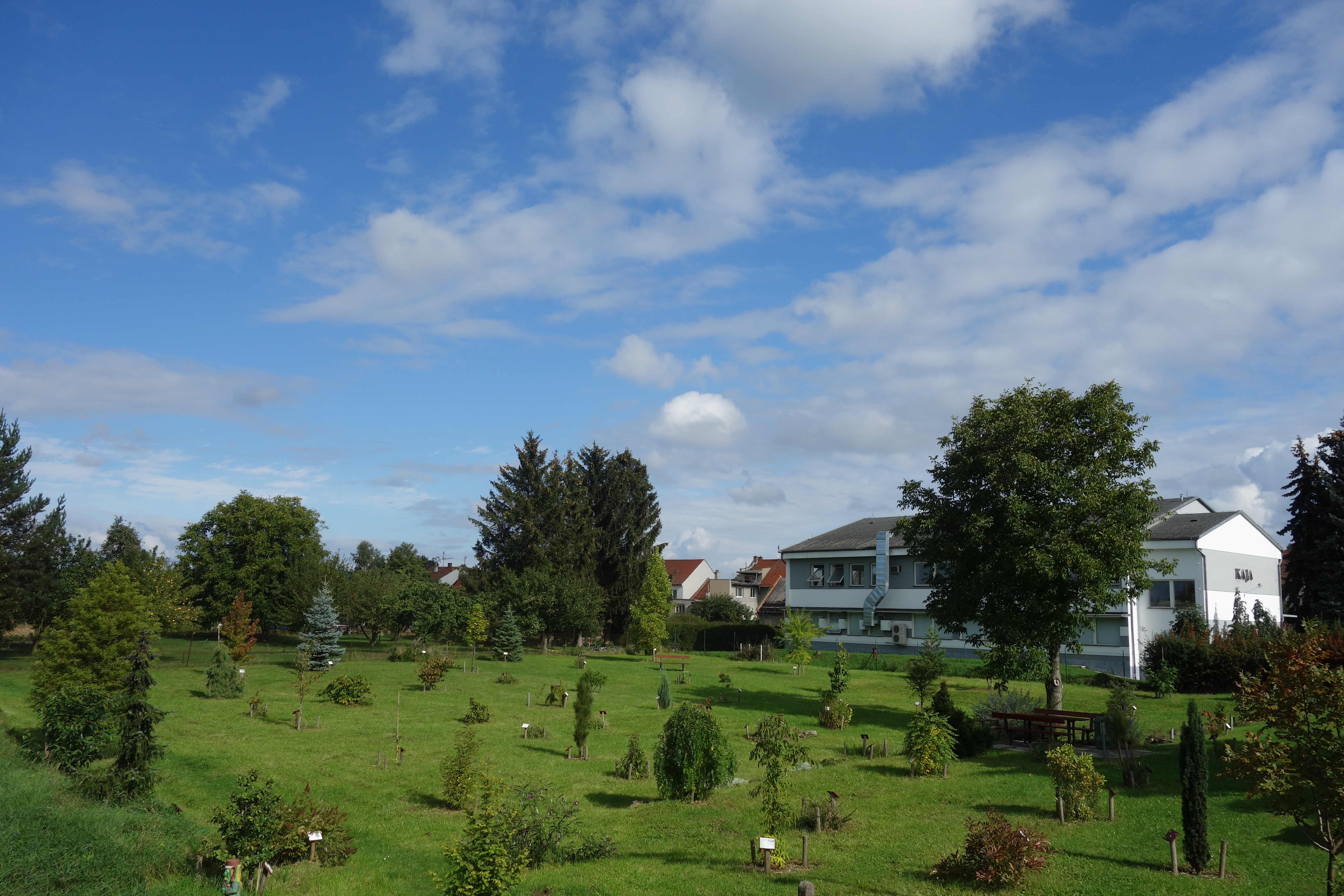
Vrahovice arboretum.

Vrahovice arboretum (tjeckiska: Arboretum Vrahovice) är ett litet arboretum i Vrahovice i Tjeckien, vid ån Romže. Det etablerades 2010 av den lokala ortsföreningen Spolek za staré Vrahovice och byggdes upp 2010–2015. I arboretumet finns träd och buskar med ursprung i Nordamerika, Europa och Asien. Det är öppet för allmänheten utan inträdesavgift.